# Swegon
Swegon Group AB är ett svenskt företag som utvecklar, tillverkar och marknadsför produkter och lösningar för ventilation, värme, kyla och klimatoptimering, samt uppkopplade tjänster och teknisk expertis. Swegon ingår i Investment AB Latour-gruppen.
Swegon har dotterbolag och distributörer över hela världen och över 20 produktionsenheter i Europa, Nordamerika och Indien. Företaget har mer än 3 300 anställda (2023) och omsätter cirka 8,8 miljarder kronor (2023). 
Swegon driver Swegon Air Academy som sprider information inom ventilation och inneklimat. https://www.swegonairacademy.com/

## Historia
Swegon har sin början i det norska företaget Farex som grundades av Olav Fare (1932) som flyttade sin tillverkning av akustikprodukter till Arvika 1972, och Stifab (1974) som fusionerades år 1995 (Stifab Farex) och PM Luft (1983). Stifab Farex och PM Luft fusionerades år 2005 och bildade Swegon AB.
PM Luft i Kvänum hade sitt ursprung i Plåt-Mekano, grundat 1951 av Harry Johansson och Nils Andersson (bytte senare efternamn till Åkerstedt). Fabriken i Kvänum som fortfarande är Swegons största hade 2005 280 anställda.
Swegon är trefaldiga vinnare av Stora Inneklimatpriset.